# Coppa del Mondo di nuoto 2005-2006
La XVIII edizione della Coppa del Mondo di nuoto (FINA Swimming World Cup 2005-2006) si disputò complessivamente tra l'11 novembre 2005 e il 12 febbraio 2006.
Le gare si svolsero nell'arco di otto tappe, le stesse dell'edizione precedente, ad eccezione di quella australiana, spostata da Melbourne a Sydney.
Il trofeo maschile fu vinto dal sudafricano campione in carica Ryk Neethling, grazie al 51"81 nuotato nei 100 m misti a Sydney, e quello femminile dalla svedese Therese Alshammar, con il 25"88 fatto segnare a New York nei 50 m farfalla.

## Calendario
| Anno | Cluster               | # | Date             | Sede                          | Impianto                            |
| ---- | --------------------- | - | ---------------- | ----------------------------- | ----------------------------------- |
| 2005 | Africa/ Oceania/ Asia | 1 | 11 - 13 novembre | Durban, Sudafrica             | Kings Park Aquatic Centre           |
| 2005 | Africa/ Oceania/ Asia | 2 | 19 - 20 novembre | Sydney, Australia             | Sydney International Aquatic Centre |
| 2005 | Africa/ Oceania/ Asia | 3 | 24 - 25 novembre | Daejeon, Corea del Sud        | Chung-mu Swimming Pool              |
|      |                       |   |                  |                               |                                     |
| 2006 | Europa                | 4 | 17 - 18 gennaio  | Stoccolma, Svezia             | Eriksdalsbadet                      |
| 2006 | Europa                | 5 | 21 - 22 gennaio  | Berlino, Germania             | Europa-Sportpark                    |
| 2006 | Europa                | 6 | 25 - 26 gennaio  | Mosca, Russia                 | Olympiisky Tcenter                  |
| 2006 | America               | 7 | 3 - 4 febbraio   | East Meadow (NY), Stati Uniti | Nassau County Aquatic Center        |
| 2006 | America               | 8 | 10 - 12 febbraio | Belo Horizonte, Brasile       | Minas Tênis Clube                   |

## Classifiche finali

### Maschile
| Pos.    | Atleta             | Nazionale   | Pti FINA | Perf.    | Gara         | Tappa     |
| ------- | ------------------ | ----------- | -------- | -------- | ------------ | --------- |
| Oro     | Ryk Neethling      | Sudafrica   | 1089     | 51"81    | 100 misti    | Sydney    |
| Argento | Oleh Lisohor       | Ucraina     | 1063     | 26"17    | 50 rana      | Berlino   |
| Bronzo  | Peter Marshall     | Stati Uniti | 1044     | 23"39    | 50 dorso     | New York  |
| 4       | Randall Bal        | Stati Uniti | 1028     | 23"51    | 50 dorso     | New York  |
| 5       | Thomas Rupprath    | Germania    | 1018     | 23"59    | 50 dorso     | Berlino   |
| 6       | Kaio de Almeida    | Brasile     | 1004     | 22"92    | 50 farfalla  | Sydney    |
| 7       | Arkadij Vjatčanin  | Russia      | 997      | 1'52"07  | 200 dorso    | New York  |
| 8       | Paweł Korzeniowski | Polonia     | 983      | 1'53"08  | 200 farfalla | Berlino   |
| 9       | Dragoș Coman       | Romania     | 981      | 14'38"00 | 1500 s.l.    | Stoccolma |
| 9       | Peter Mankoč       | Slovenia    | 981      | 53"66    | 100 misti    | Stoccolma |

### Femminile
| Pos.    | Atleta                | Nazionale   | Pti FINA | Perf.   | Gara        | Tappa     |
| ------- | --------------------- | ----------- | -------- | ------- | ----------- | --------- |
| Oro     | Therese Alshammar     | Svezia      | 1026     | 25"78   | 50 farfalla | New York  |
| Argento | Anna-Karin Kammerling | Svezia      | 1018     | 25"85   | 50 farfalla | Berlino   |
| Bronzo  | Marleen Veldhuis      | Paesi Bassi | 1015     | 24"07   | 50 s.l.     | Durban    |
| 4       | Tara Kirk             | Stati Uniti | 1007     | 1'05"29 | 100 rana    | New York  |
| 5       | Janine Pietsch        | Germania    | 1004     | 27"20   | 50 dorso    | Berlino   |
| 6       | Maiko Fujino          | Giappone    | 983      | 2'09"54 | 200 misti   | Berlino   |
| 7       | Katarzyna Baranowska  | Polonia     | 981      | 2'09"64 | 200 misti   | Stoccolma |
| 8       | Rachel Komisarz       | Stati Uniti | 973      | 4'03"48 | 400 s.l.    | Berlino   |
| 9       | Suzaan van Biljon     | Sudafrica   | 968      | 2'21"86 | 200 rana    | Durban    |
| 10      | Alena Popčanka        | Francia     | 963      | 4'04"28 | 400 s.l.    | Stoccolma |

## Vincitori

### Durban
| Gara         | Atleti                              | Perf.         | Gara  | Atleti                            | Perf.           | Gara   | Atleti                                  | Perf.           |
| ------------ | ----------------------------------- | ------------- | ----- | --------------------------------- | --------------- | ------ | --------------------------------------- | --------------- |
| Stile libero |                                     |               |       |                                   |                 |        |                                         |                 |
| 50 m         | Ryk Neethling Marleen Veldhuis      | 21"56 24"03   | 200 m | Ryk Neethling Marleen Veldhuis    | 1'44"74 1'56"38 | 800 m  | Camelia Potec                           | 8'30"11         |
| 100 m        | Ryk Neethling Marleen Veldhuis      | 47"63 53"13   | 400 m | Park Tae-hwan Camelia Potec       | 3'42"78 4'05"32 | 1500 m | Dragoș Coman                            | 14'41"41        |
| Dorso        |                                     |               |       |                                   |                 |        |                                         |                 |
| 50 m         | Arkadij Vjatčanin Hou Xianmin       | 24"60 28"57   | 100 m | Arkadij Vjatčanin Hou Xinmin      | 52"53 1'00"54   | 200 m  | George du Rand Katarzyna Staszak        | 1'53"92 2'10"57 |
| Rana         |                                     |               |       |                                   |                 |        |                                         |                 |
| 50 m         | Mark Warnecke Jade Edmistone        | 27"27 30"36   | 100 m | Oleh Lisohor Jade Edmistone       | 59"17 1'05"93   | 200 m  | Sławomir Kuczko Suzaan Van Biljon       | 2'09"25 2'21"86 |
| Farfalla     |                                     |               |       |                                   |                 |        |                                         |                 |
| 50 m         | Ryk Neethling Anna-Karin Kammerling | 23"33 26"37   | 100 m | Ryk Neethling Martina Moravcová   | 51"11 58"71     | 200 m  | Paweł Korzeniowski Keri Shaw            | 1'53"76 2'10"04 |
| Misti        |                                     |               |       |                                   |                 |        |                                         |                 |
| 100 m        | Ryk Neethling Aleksandra Urbańczyk  | 53"03 1'01"06 | 200 m | Peter Mankoč Katarzyna Baranowska | 1'59"60 2'10"96 | 400 m  | Paweł Korzeniowski Katarzyna Baranowska | 4'08"25 4'35"71 |

### Sydney
Fonte
| Gara         | Atleti                         | Perf.         | Gara  | Atleti                           | Perf.           | Gara   | Atleti                            | Perf.           |
| ------------ | ------------------------------ | ------------- | ----- | -------------------------------- | --------------- | ------ | --------------------------------- | --------------- |
| Stile libero |                                |               |       |                                  |                 |        |                                   |                 |
| 50 m         | Ryk Neethling Libby Lenton     | 21"69 23"85   | 200 m | Ryk Neethling Libby Lenton       | 1'43"97 1'53"29 | 800 m  | Sarah Paton                       | 8'26"60         |
| 100 m        | Ryk Neethling Libby Lenton     | 47"04 52"17   | 400 m | Park Tae-hwan Bronte Barratt     | 3'45"25 4'04"03 | 1500 m | Park Tae-hwan                     | 14'44"87        |
| Dorso        |                                |               |       |                                  |                 |        |                                   |                 |
| 50 m         | Peter Marshall Tayliah Zimmer  | 23"68 27"47   | 100 m | Peter Marshall Natalie Coughlin  | 51"37 57"56     | 200 m  | Randall Bal Margaret Hoelzer      | 1'52"59 2'06"78 |
| Rana         |                                |               |       |                                  |                 |        |                                   |                 |
| 50 m         | Brenton Rickard Jade Edmistone | 27"34 30"13   | 100 m | Christian Sprenger Leisel Jones  | 59"58 1'04"84   | 200 m  | Jim Piper Leisel Jones            | 2'07"78 2'21"93 |
| Farfalla     |                                |               |       |                                  |                 |        |                                   |                 |
| 50 m         | Kaio de Almeida Alice Mills    | 22"92 26"21   | 100 m | Kaio de Almeida Natalie Coughlin | 51"04 57"39     | 200 m  | Kaio de Almeida Jessicah Schipper | 1'53"87 2'05"48 |
| Misti        |                                |               |       |                                  |                 |        |                                   |                 |
| 100 m        | Ryk Neethling Natalie Coughlin | 51"81 1'00"60 | 200 m | Dean Kent Kirsty Coventry        | 1'56"84 2'09"72 | 400 m  | Dean Kent Lara Carroll            | 4'08"00 4'34"08 |

### Daejeon
| Gara         | Atleti                           | Perf.         | Gara  | Atleti                          | Perf.           | Gara   | Atleti                         | Perf.           |
| ------------ | -------------------------------- | ------------- | ----- | ------------------------------- | --------------- | ------ | ------------------------------ | --------------- |
| Stile libero |                                  |               |       |                                 |                 |        |                                |                 |
| 50 m         | Jason Lezak Marleen Veldhuis     | 21"72 24"61   | 200 m | Ryk Neethling Marleen Veldhuis  | 1'45"40 1'56"46 | 800 m  | Kylie Palmer                   | 8'31"92         |
| 100 m        | Jason Lezak Marleen Veldhuis     | 47"36 43"24   | 400 m | Cameron Smith Ashleigh McCleery | 3'52"26 4'08"57 | 1500 m | Yu Jeong-Nam                   | 15'04"58        |
| Dorso        |                                  |               |       |                                 |                 |        |                                |                 |
| 50 m         | Randall Bal Shim Min-Ji          | 24"33 28"71   | 100 m | Randall Bal Shim Min-Ji         | 51"72 1'02"08   | 200 m  | Randall Bal Amy Lucas          | 1'53"58 2'13"98 |
| Rana         |                                  |               |       |                                 |                 |        |                                |                 |
| 50 m         | Brenton Rickard Yan Lei          | 27"47 32"16   | 100 m | Brenton Rickard Megumi Taneda   | 59"70 1'08"80   | 200 m  | Kyosuke Yonehara Megumi Taneda | 2'08"32 2'26"44 |
| Farfalla     |                                  |               |       |                                 |                 |        |                                |                 |
| 50 m         | Kaio de Almeida Marleen Veldhuis | 23"10 26"72   | 100 m | Kaio de Almeida Wang Junyao     | 51"05 58"92     | 200 m  | Kaio de Almeida Deng Biying    | 1'53"38 2'08"44 |
| Misti        |                                  |               |       |                                 |                 |        |                                |                 |
| 100 m        | Ryk Neethling Tanica Jamison     | 54"60 1'02"33 | 200 m | Lucas Salatta Maiko Fujino      | 1'58"94 2'11"22 | 400 m  | Lucas Salatta Maiko Fujino     | 4'11"60 4'37"37 |

### Stoccolma
Fonte
| Gara         | Atleti                             | Perf.         | Gara  | Atleti                             | Perf.           | Gara   | Atleti                            | Perf.           |
| ------------ | ---------------------------------- | ------------- | ----- | ---------------------------------- | --------------- | ------ | --------------------------------- | --------------- |
| Stile libero |                                    |               |       |                                    |                 |        |                                   |                 |
| 50 m         | Jason Lezak Therese Alshammar      | 21"61 24"47   | 200 m | Ryk Neethling Melanie Marshall     | 1'54"00 1'55"43 | 800 m  | Ai Shibata                        | 8'22"38         |
| 100 m        | Ryk Neethling Marleen Veldhuis     | 47"68 53"28   | 400 m | Zhang Lin Rachel Komisarz          | 3'41"58 4'04"63 | 1500 m | Dragoș Coman                      | 14'38"00        |
| Dorso        |                                    |               |       |                                    |                 |        |                                   |                 |
| 50 m         | Peter Marshall Louise Ørnstedt     | 23"66 28"06   | 100 m | Peter Marshall Hanae Itō           | 51"07 1'00"03   | 200 m  | Randall Bal Hanae Itō             | 1'53"51 2'07"94 |
| Rana         |                                    |               |       |                                    |                 |        |                                   |                 |
| 50 m         | Oleh Lisohor Tara Kirk             | 26"84 30"37   | 100 m | Hugues Duboscq Tara Kirk           | 59"05 1'05"53   | 200 m  | Kris Gilchrist Kirsty Balfour     | 2'08"74 2'22"73 |
| Farfalla     |                                    |               |       |                                    |                 |        |                                   |                 |
| 50 m         | Kaio de Almeida Therese Alshammar  | 23"01 25"84   | 100 m | Evgenij Korotyškin Rachel Komisarz | 51"66 58"26     | 200 m  | Paweł Korzeniowski Yūko Nakanishi | 1'53"28 2'07"21 |
| Misti        |                                    |               |       |                                    |                 |        |                                   |                 |
| 100 m        | Ryk Neethling Aleksandra Urbańczyk | 53"35 1'00"98 | 200 m | Hidemasa Sano Katarzyna Baranowska | 1'56"97 2'09"64 | 400 m  | Hidemasa Sano Maiko Fujino        | 4'06"98 4'33"34 |

### Berlino
Fonte
| Gara         | Atleti                                  | Perf.         | Gara  | Atleti                              | Perf.           | Gara   | Atleti                            | Perf.           |
| ------------ | --------------------------------------- | ------------- | ----- | ----------------------------------- | --------------- | ------ | --------------------------------- | --------------- |
| Stile libero |                                         |               |       |                                     |                 |        |                                   |                 |
| 50 m         | Nicholas Brunelli Marleen Veldhuis      | 21"63 24"32   | 200 m | Paweł Korzeniowski Melanie Marshall | 1'45"10 1'54"53 | 800 m  | Ai Shibata                        | 8'18"76         |
| 100 m        | Alain Bernard Marleen Veldhuis          | 47"90 53"20   | 400 m | Paul Biedermann Ai Shibata          | 3'41"94 4'02"92 | 1500 m | Zhang Lin                         | 14'36"12        |
| Dorso        |                                         |               |       |                                     |                 |        |                                   |                 |
| 50 m         | Thomas Rupprath Janine Pietsch          | 23"59 27"20   | 100 m | Randall Bal Kateryna Zubkova        | 51"41 58"76     | 200 m  | Randall Bal Hanae Itō             | 1'52"53 2'05"67 |
| Rana         |                                         |               |       |                                     |                 |        |                                   |                 |
| 50 m         | Oleh Lisohor Tara Kirk                  | 26"17 30"52   | 100 m | Oleh Lisohor Tara Kirk              | 57"67 1'05"63   | 200 m  | Grigorij Falko Luo Nan            | 2'08"10 2'21"90 |
| Farfalla     |                                         |               |       |                                     |                 |        |                                   |                 |
| 50 m         | Serhij Breus Anna-Karin Kammerling      | 23"30 25"85   | 100 m | Evgenij Korotyškin Mandy Loots      | 51"31 58"42     | 200 m  | Paweł Korzeniowski Yūko Nakanishi | 1'53"08 2'05"84 |
| Misti        |                                         |               |       |                                     |                 |        |                                   |                 |
| 100 m        | Thomas Rupprath Aljaksandra Herasimenja | 53"52 1'00"30 | 200 m | Hidemasa Sano Maiko Fujino          | 1'56"22 2'09"54 | 400 m  | Hidemasa Sano Maiko Fujino        | 4'06"85 4'32"98 |

### Mosca
Fonte
| Gara         | Atleti                               | Perf.         | Gara  | Atleti                                | Perf.           | Gara   | Atleti                               | Perf.           |
| ------------ | ------------------------------------ | ------------- | ----- | ------------------------------------- | --------------- | ------ | ------------------------------------ | --------------- |
| Stile libero |                                      |               |       |                                       |                 |        |                                      |                 |
| 50 m         | Jason Lezak Aljaksandra Herasimenja  | 21"73 24"74   | 200 m | Paweł Korzeniowski Rachel Komisarz    | 1'46"24 1'56"73 | 800 m  | Anastasiya Ivanenko                  | 8'18"82         |
| 100 m        | Jason Lezak Malia Metella            | 47"66 54"57   | 400 m | Jurij Prilukov Alena Popčanka         | 3'44"33 4'05"19 | 1500 m | Jurij Prilukov                       | 14'44"12        |
| Dorso        |                                      |               |       |                                       |                 |        |                                      |                 |
| 50 m         | Randall Bal Aljaksandra Herasimenja  | 23"95 27"61   | 100 m | Randall Bal Kateryna Zubkova          | 51"15 1'00"11   | 200 m  | Arkadij Vjatčanin Kateryna Zubkova   | 1'53"01 2'08"03 |
| Rana         |                                      |               |       |                                       |                 |        |                                      |                 |
| 50 m         | Oleh Lisohor Tara Kirk               | 26"75 30"79   | 100 m | Oleh Lisohor Tara Kirk                | 58"26 1'06"20   | 200 m  | Grigorij Falko Tara Kirk             | 2'07"36 2'22"91 |
| Farfalla     |                                      |               |       |                                       |                 |        |                                      |                 |
| 50 m         | Serhij Breus Alena Popčanka          | 23"11 26"57   | 100 m | Evgenij Korotyškin Rachel Komisarz    | 51"30 58"60     | 200 m  | Paweł Korzeniowski Rachel Komisarz   | 1'53"24 2'09"74 |
| Misti        |                                      |               |       |                                       |                 |        |                                      |                 |
| 100 m        | Oleh Lisohor Aljaksandra Herasimenja | 53"38 1'00"99 | 200 m | Igor Berezutskii Katerzyna Baranowska | 1'56"43 2'11"31 | 400 m  | Igor Berezutskii Anastasiya Ivanenko | 4'05"83 4'34"85 |

### New York
Fonte
| Gara         | Atleti                               | Perf.         | Gara  | Atleti                             | Perf.           | Gara   | Atleti                       | Perf.           |
| ------------ | ------------------------------------ | ------------- | ----- | ---------------------------------- | --------------- | ------ | ---------------------------- | --------------- |
| Stile libero |                                      |               |       |                                    |                 |        |                              |                 |
| 50 m         | Frédérick Bousquet Therese Alshammar | 21"61 24"32   | 200 m | Michael Phelps Josefin Lillhage    | 1'42"78 1'56"73 | 800 m  | Kate Ziegler                 | 8'12"19         |
| 100 m        | Neil Walker Marleen Veldhuis         | 47"50 53"59   | 400 m | Massimiliano Rosolino Kate Ziegler | 3'39"55 4'03"19 | 1500 m | Robert Margalis              | 14'56"94        |
| Dorso        |                                      |               |       |                                    |                 |        |                              |                 |
| 50 m         | Peter Marshall Caitlin Andrew        | 23"39 27"84   | 100 m | Randall Bal Margaret Hoelzer       | 50"92 59"46     | 200 m  | Randall Bal Margaret Hoelzer | 1'50"95 2'05"98 |
| Rana         |                                      |               |       |                                    |                 |        |                              |                 |
| 50 m         | Oleh Lisohor Tara Kirk               | 27"00 30"58   | 100 m | Oleh Lisohor Tara Kirk             | 58"49 1'05"29   | 200 m  | Brendan Hansen Tara Kirk     | 2'08"35 2'20"84 |
| Farfalla     |                                      |               |       |                                    |                 |        |                              |                 |
| 50 m         | Kohei Kawamoto Therese Alshammar     | 23"37 25"78   | 100 m | Andrij Serdinov Rachel Komisarz    | 52"28 58"33     | 200 m  | Wu Peng Francesca Segat      | 1'54"24 2'07"60 |
| Misti        |                                      |               |       |                                    |                 |        |                              |                 |
| 100 m        | Michael Phelps Svetlana Karpeeva     | 53"21 1'02"08 | 200 m | Michael Phelps Ariana Kukors       | 1'55"28 2'09"84 | 400 m  | Michael Phelps Ariana Kukors | 4'03"99 4'34"48 |

### Belo Horizonte
| Gara         | Atleti                            | Perf.         | Gara  | Atleti                             | Perf.           | Gara   | Atleti                          | Perf.           |
| ------------ | --------------------------------- | ------------- | ----- | ---------------------------------- | --------------- | ------ | ------------------------------- | --------------- |
| Stile libero |                                   |               |       |                                    |                 |        |                                 |                 |
| 50 m         | Nicholas Dos Santos Rebeca Gusmão | 21"81 24"71   | 200 m | Brent Hayden Camelia Potec         | 1'44"85 1'58"34 | 800 m  | Camelia Potec                   | 8'38"37         |
| 100 m        | Brent Hayden Rebeca Gusmão        | 48"08 54"08   | 400 m | Dragoș Coman Camelia Potec         | 3'49"25 4'07"52 | 1500 m | Dragoș Coman                    | 15'13"40        |
| Dorso        |                                   |               |       |                                    |                 |        |                                 |                 |
| 50 m         | Thomas Rupprath Janine Pietsch    | 24"17 27"25   | 100 m | Thomas Rupprath Janine Pietsch     | 52"30 1'00"14   | 200 m  | Arkadij Vjatčanin Carin Möller  | 1'53"08 2'09"66 |
| Rana         |                                   |               |       |                                    |                 |        |                                 |                 |
| 50 m         | Eduardo Fischer Staciana Winfield | 27"59 31"17   | 100 m | Henrique Barbosa Staciana Winfield | 59"82 1'07"22   | 200 m  | Scott Dickens Staciana Winfield | 2'12"17 2'26"96 |
| Farfalla     |                                   |               |       |                                    |                 |        |                                 |                 |
| 50 m         | Kaio de Almeida Johanna Sjöberg   | 23"30 26"89   | 100 m | Kaio de Almeida Irina Bespalova    | 51"75 59"09     | 200 m  | Anatoly Polyakov Keri Shaw      | 1'56"31 2'11"51 |
| Misti        |                                   |               |       |                                    |                 |        |                                 |                 |
| 100 m        | Ryk Neethling Svetlana Karpeeva   | 53"72 1'01"61 | 200 m | Thiago Pereira Nicole Hetzer       | 1'56"67 2'13"88 | 400 m  | Thiago Pereira Nicole Hetzer    | 4'18"69 4'41"59 |